# ダブルツリーbyヒルトン大阪城
ダブルツリーbyヒルトン大阪城（ダブルツリーバイヒルトンおおさかじょう）は、大阪府大阪市中央区大手前一丁目にあるホテルである。

## 概要
高さは97.93m、地上部分は地上21階、地下1階建て、延べ床面積は約3.9万㎡。建築主は日本経済新聞社と大和ハウス工業、設計施工は竹中工務店が担当する。仮称は大手前一丁目プロジェクトであった。
建物の1 - 4階は日経新聞が所有し、テレビ大阪が入居した。6 - 20階は大和ハウスが所有し、大阪3軒目のヒルトンブランドホテル、大阪初の「ダブルツリーbyヒルトン」が2024年5月1日に開業した。

## 客室
客室は9階から20階にかけて377室ある。17階以上の4フロアはエグゼクティブフロアとなっている。
バスルームは基本的にバスタブと洗い場が独立しているが、キャッスルビューの一部客室ではバスタブが置かれていない。
- ゲストルーム
  - キングルームリバービュー（26㎡）
  - ツインルームリバービュー（28㎡）
  - アクセシブルルーム（28㎡)
- デラックスルーム
  - キングルームキャッスルビュー（24㎡）
  - ツインルームキャッスルビュー（26㎡）
- エグゼクティブルーム
  - キングエグゼクティブルームリバービュー（26㎡）
  - ツインエグゼクティブルームリバービュー（28㎡）
  - キングエグゼクティブルームキャッスルビュー（24㎡）
  - ツインエグゼクティブルームキャッスルビュー（26㎡）
- スイートルーム
  - キングデラックススイートルームキャッスルビュー（65㎡）
  - キングプレミアムスイートルームキャッスルビュー（92㎡）

## 設備
- レストラン「千（SEN）」（6F）
  - オールデイダイニング、バーラウンジ、マーケット（グルメショップ）の3つのエリアがある。
- 宴会場「桜の間」（7F）
- 宴会場「桃の間」（7F）
- フィットネスセンター（8F）
- 屋内プール（8F）
- エグゼクティブラウンジ（20F）
  - エグゼクティブルームとスイートルーム宿泊者が利用できる。

## アクセス
- 鉄道
  - 天満橋駅より徒歩5分